# Мировой Гран-при по волейболу 2000
8-й розыгрыш Гран-при — международного турнира по волейболу среди женских национальных сборных — прошёл с 4 по 27 августа 2000 года в 6 городах 5 стран с участием 8 команд. Финальный этап был проведён в Маниле (Филиппины). Победителем турнира во второй раз в своей истории стала сборная Кубы.

## Команды-участницы
Россия, Италия — по результатам мирового рейтинга среди команд CEV;
Китай, Япония, Южная Корея — по результатам мирового рейтинга среди команд AVC;
США, Куба — по результатам мирового рейтинга среди команд NORCECA;
Бразилия — по результатам мирового рейтинга среди команд CSV.

## Система проведения розыгрыша
На предварительном этапе 8 команд-участниц выступали по туровой системе. В каждом туре (всего их было три) команды делились на четвёрки и проводили в них однокруговые турниры. Все результаты шли в общий зачёт. Согласно мест, занятых командами на предварительном этапе, все сборные были распределены на две группы финального этапа.
В играх финального этапа участвовали все 8 команд. Места с 1-го по 4-е по системе плей-офф разыграли четыре лучшие команды по итогам предварительного этапа. Места с 5-го по 8-е по такой же системе разыграли оставшиеся четыре сборные.

## Предварительный этап
4—20 августа

### Турнирная таблица
| М | Команда     | И | В | П | С/П   | О  |
| - | ----------- | - | - | - | ----- | -- |
| 1 | Куба        | 9 | 9 | 0 | 27:4  | 18 |
| 2 | Россия      | 9 | 8 | 1 | 24:10 | 17 |
| 3 | Бразилия    | 9 | 7 | 2 | 23:8  | 16 |
| 4 | Китай       | 9 | 4 | 5 | 18:17 | 13 |
| 5 | США         | 9 | 4 | 5 | 15:19 | 13 |
| 6 | Южная Корея | 9 | 3 | 6 | 15:20 | 12 |
| 7 | Италия      | 9 | 1 | 8 | 6:26  | 10 |
| 8 | Япония      | 9 | 0 | 9 | 3:27  | 9  |

### 1-й тур
4—6 августа

#### Группа А
Макао
4.08: Китай — Япония 3:0 (25:14, 25:20, 25:16); Бразилия — США 3:0 (25:23, 25:16, 25:15).
5.08: Китай — США 3:1 (25:27, 25:15, 25:16, 25:21); Бразилия — Япония 3:0 (37:35, 25:18, 25:21).
6.08: США — Япония 3:0 (25:18, 25:17, 26:24); Бразилия — Китай 3:2 (25:22, 27:25, 23:25, 18:25, 16:14).

#### Группа В
Яла
4.08: Куба — Италия 3:2 (25:18, 16:25, 25:21, 23:25, 15:12); Россия — Южная Корея 3:2 (20:25, 25:22, 25:11, 25:27, 15:10).
5.08: Россия — Италия 3:0 (25:17, 25:23, 25:21); Куба — Южная Корея 3:0 (25:20, 25:17, 25:17).
6.08: Куба — Россия 3:0 (25:18, 25:22, 25:16); Южная Корея — Италия 3:0 (25:21, 25:18, 25:18).

### 2-й тур
11—13 августа

#### Группа С
Фэншань
11.08: Бразилия — Япония 3:0 (25:19, 25:19, 25:20); Россия — Италия 3:0 (25:15, 25:18, 25:16).
12.08: Россия — Япония 3:0 (25:16, 25:11, 25:20); Бразилия — Италия 3:0 (25:17, 25:23, 25:18).
13.08: Италия — Япония 3:2 (19:25, 24:26, 25:22, 25:15, 17:15); Россия — Бразилия 3:0 (25:23, 25:21, 25:21).

#### Группа D
Куала-Лумпур
11.08: Китай — США 3:1 (22:25, 25:21, 25:22, 25:22); Куба — Южная Корея 3:1 (19:25, 25:19, 25:17, 25:23).
12.08: Куба — США 3:0 (25:23, 25:23, 25:16); Южная Корея — Китай 3:2 (21:25, 25:15, 25:21, 23:25, 15:10).
13.08: США — Южная Корея 3:1 (20:25, 25:23, 25:22, 25:21); Куба — Китай 3:0 (25:22, 25:19, 25:18).

### 3-й тур
18—20 августа

#### Группа Е
Юйси
18.08: США — Китай 3:2 (26:28, 25:20, 22:25, 25:18, 15:12); Куба — Япония 3:0 (25:13, 25:18, 25:19).
19.08: Китай — Япония 3:0 (25:15, 25:18, 25:23); Куба — США 3:1 (25:15, 25:23, 23:25, 25:17).
20.08: Куба — Китай 3:0 (25:20, 25:20, 25:21); США — Япония 3:1 (21:25, 25:14, 25:17, 25:21).

#### Группа F
Манила
18.08: Бразилия — Италия 3:0 (25:14, 25:20, 25:21); Россия — Южная Корея 3:2 (25:21, 19:25, 18:25, 25:19, 15:13).
19.08: Россия — Италия 3:1 (25:18, 20:25, 25:14, 25:19); Бразилия — Южная Корея 3:0 (25:17, 25:22, 29:27).
20.08: Южная Корея — Италия 3:0 (25:23, 25:17, 26:24); Россия — Бразилия 3:2 (25:18, 18:25, 20:25, 25:19, 19:17).

## Финальный этап
24—27 августа.  Манила.

### За  5—8 места

#### Полуфинал
24 августа
США — Япония 3:0 (27:25, 25:22, 25:23).
Южная Корея — Италия 3:1 (25:20, 24:26, 25:18, 25:17).

#### Матч за 7-е место
25 августа
Италия — Япония 3:1 (19:25, 25:21, 25:11, 25:19).

#### Матч за 5-е место
25 августа
Южная Корея — США 3:0 (25:23, 25:23, 25:19).

### За  1—4 места

#### Полуфинал
26 августа
Россия — Бразилия 3:0 (25:20, 25:23, 25:22).
Куба — Китай 3:1 (25:19, 25:21, 16:25, 35:33).

#### Матч за 3-е место
27 августа
Бразилия — Китай 3:1 (12:25, 25:13, 25:19, 25:18).

#### Финал
27 августа
Куба — Россия 3:1 (21:25, 25:15, 25:23, 25:21).

## Итоги

### Положение команд
| Куба           |
| Россия         |
| Бразилия       |
| 4. Китай       |
| 5. Южная Корея |
| 6. США         |
| 7. Италия      |
| 8. Япония      |

### Призёры
Куба: Юмилка Руис Луасес, Марленис Коста Бланко, Мирея Луис Эрнандес, Раиса О’Фаррилл Боланьос, Регла Белл Маккензи, Индира Местре Баро, Регла Торрес Эррера, Таисмари Агуро Лейва, Ана Ибис Фернандес Валье, Мирка Франсия Васконселос, Марта Санчес Сальфран, Сойла Баррос Фернандес. Главный тренер — Луис Фелипе Кальдерон Блет.
  Россия: Ольга Поташова, Наталья Морозова, Анастасия Беликова, Елена Тюрина, Любовь Шашкова, Елена Година, Евгения Артамонова, Елизавета Тищенко, Елена Василевская, Екатерина Гамова, Татьяна Грачёва, Инесса Саргсян. Главный тренер — Николай Карполь.
  Бразилия: Элизанжела Оливейра, Жанина Консейсао, Ракел Силва, Рикарда Лима, Элия Рожерио ди Соуза (Фофан), Лейла Баррос, Валевска Морейра ди Оливейра, Вирна Дантас Диас, Карин Родригис, Кели Фрага, Эрика Коимбра, Катя Лопес. Главный тренер — Бернардиньо (Бернардо Резенде).

### Индивидуальные призы
MVP:  Любовь Шашкова
Лучшая нападающая:  Ана Ибис Фернандес Валье
Лучшая блокирующая:  Екатерина Гамова
Лучшая на подаче:  Эрика Коимбра
Лучшая в защите:  Рикарда Лима
Лучшая связующая:  Фофан
Лучшая на приёме:  Стэйси Сикора
Самая результативная:  Любовь Шашкова